# Paraphenice nigeriensis
Paraphenice nigeriensis är en insektsart som beskrevs av Synave 1979. Paraphenice nigeriensis ingår i släktet Paraphenice och familjen Derbidae. Inga underarter finns listade i Catalogue of Life.